# Air Bud
Air Bud (BR: Bud - O Cão Amigo) é o primeiro da série de filmes "Air Bud", lançado em 1997 e produzido pela Walt Disney Pictures. A comédia foi considerada um sucesso de bilheteria, arrecadando 4 milhões de dólares em seu fim de semana de estreia, e totalizando 27,8 milhões, sendo que o orçamento do filme foi estimado em 3 milhões.

## Sinopse
Triste com a morte do pai, Josh Framm não tem amigos e é tímido demais para entrar no time de basquete da escola. Um dia, jogando numa quadra abandonada, Josh encontra um cachorro que sabe jogar, e os dois entram para a equipe, causando sensação. Mas o malvado ex-dono de Buddy, Norm Snively, um sórdido e despreparado palhaço de circo, está querendo pegá-lo de volta, e Josh terá que lutar pelo cachorro.

## Elenco
- Kevin Zegers como Joshua "Josh" Framm
- Wendy Makkena como Jacqueline "Jackie" Framm
- Bill Cobbs como Treinador Arthur Chaney
- Michael Jeter como Norman F. "Norm" Snively
- Eric Christmas como Juíz Cranfield
- Nicola Cavendish como Ms. Pepper
- Brendan Fletcher como Lawrence "Larry" Willingham
- Norman Browning como Buck Willingham
- Stephen E. Miller como Treinador Joseph "Joe" Barker
- Shayn Solberg como Thomas "Tom" Stewart
- Jessibelle & Kati Mather como Andrea Framm
- Jay Brazeau como o árbitro do jogo de basquete

## Lançamento
Foi lançado nos cinemas americanos em 1 de agosto de 1997, com distribuição da Buena Vista Pictures. Em 23 de dezembro de 1997 foi lançado em VHS, e em 3 de fevereiro de 1998 em DVD. Em 3 de março de 2009, foi lançada um edição especial em DVD.

## Produção
Foi utilizado um cachorro da raça Golden Retriever, e grande parte do treinamento e motivação do cachorro no set, foi realizada por Justin Sherbert, que também trabalhou com uma baleia no filme Free Willy. Sherbert disse que: "motivar esses cães é bem mais fácil do que ensinar uma baleia a virar no ar". Sherbert continuou sendo o treinador dos cachorros durante todos os filmes da franquia Air Bud.